# Антисция (съпруга на Апий Клавдий Пулхер)
Вижте пояснителната страница за други личности с името Антисция.
Антисция (на латински: Antistia) е римлянка от род Антисции, съпруга на Апий Клавдий Пулхер (консул 143 пр.н.е.) и свекърва на Тиберий Гракх
Антисция има две дъщери и един син:
- Клавдия – омъжва се за прочутия народен трибун от 133 пр.н.е. Тиберий Гракх, син на Тиберий Семпроний Гракх (консул 177 пр.н.е.) и Корнелия Африканска и няма деца.
- Клавдия – става весталка.
- Апий Клавдий Пулхер (* 125 пр.н.е.; † 76 пр.н.е.) – консул през 79 пр.н.е., жени се за Цецилия Метела Балеарика Младша (* 125 пр.н.е.), дъщеря на Квинт Цецилий Метел Балеарик и има три сина и три дъщери.

Съпругът ѝ Апий образува през 133 пр.н.е. триумвират с Тиберий Гракх и Гай Гракх, за да следят държавната земя (ager publicus), която Тиберий иска да разпредели между ветераните от третата пуническа война.